# Castelnau-de-Montmiral
Castelnau-de-Montmiral är en kommun i departementet Tarn i regionen Occitanien i södra Frankrike. Kommunen ligger i kantonen Castelnau-de-Montmiral som tillhör arrondissementet Albi. År 2022 hade Castelnau-de-Montmiral 1 055 invånare.

## Befolkningsutveckling
Antalet invånare i kommunen Castelnau-de-Montmiral
| Referens: INSEE |